# Astronomiens historie
Astronomiens historie tager sin start for mange tusinde år siden. Man kan i princippet sige at astronomien har eksisteret siden man begyndte at undre sig over hvad stjernerne var, og på hvilke tidspunkter Månen og Solen befandt sig de forskellige steder på himlen. Denne gren af astronomien, kaldes for positionsastronomi.

## Astrofysik
Inden for de sidste århundreder er der sket stor fremgang inden for astronomien. Den vigtigste af de nyere grene, astrofysikken, er foreningen mellem fysik, kemi, biologi, geologi og så naturligvis astronomi.
| Astronomi | Spire Denne artikel om astronomi er en spire som bør udbygges. Du er velkommen til at hjælpe Wikipedia ved at udvide den. |